# Tegostoma anaemica
Tegostoma anaemica là một loài bướm đêm trong họ Crambidae.